# Hanseatenweg
Der Hanseatenweg ist ein Wanderweg und Radweg, der die Hansestädte Hamburg und Stettin verbindet. Er soll an die Bedeutung der Hanse im Mittelalter und der frühen Neuzeit erinnern und der europäischen Zusammenarbeit dienen. Er wurde durch ein Projekt des Regionalverbandes Nord der Naturfreunde Deutschlands angestoßen.

Hinweisschild Hanseatenweg Nähe Lübecker Burgtor

## Wegführung
Der noch nicht vollständig markierte Weg führt von Hamburg über Lübeck, die mecklenburgischen Hansestädte Wismar und Rostock, die vorpommerschen Hansestädte Stralsund und Greifswald bis zur hinterpommerschen Hansestadt Stettin. Östlich von Greifswald führt ein Abzweiger über die Hansestadt Wolgast und die Insel Usedom nach Swinemünde. 
Das Signet auf den Hinweistafeln zeigt eine weiße stilisierte Hansekogge auf grünem Grund.

## Nachweise
- Melina Ulbrich, Wanderweg auf den Spuren der Hanse, Lübecker Nachrichten, 4./5. Mai 2014, S. 8